# Wapen van Zoeterwoude

Wapen van Zoeterwoude

Het wapen van Zoeterwoude is op 14 juli 1816 bij Koninklijk Besluit aan de gemeente Zoeterwoude toegekend. 

## Oorsprong
Het vroegere heerlijkheidswapen had alleen drie klaverbladeren van groen op een veld van zilver. De kleuren werden pas blauw-goud bij de verlening in 1816. Bij de aanvraag werden geen kleuren genoemd, en de Hoge Raad van Adel verleende alle ongekleurde wapens in rijkskleuren. Zoeterwoude vormde samen met Stompwijk een ambachtsheerlijkheid van 1300-1610. Zoeterwoude had in die tijd geen eigen zegel; de schout zegelde met zijn eigen persoonlijke zegel. Toen Zoeterwoude in 1610 in bezit kwam van de stad Leiden liet de stad voor de heerlijkheid een zegel snijden met het wapen van Leiden.

## Blazoenering
De beschrijving is als volgt: "Van lazuur beladen met 3 klaverbladen met hunne stelen naar boven gekeerd, en en chef met 2 takjes geplaatst en sautoir."
N.B. de heraldische kleuren in het schild zijn: lazuur (blauw) en goud (geel). Dit zijn de rijkskleuren.